# Dustin Hoffman
Dustin Hoffman, ameriški filmski in gledališki igralec, * 8. avgust 1937, Los Angeles, Kalifornija, Združene države Amerike.
Hoffman je najbolj poznan po svojih vlogah v filmih, kot so Diplomiranec (1967), Midnight Cowboy (1969), Papillon (1973), Kramer proti Kramerju (1979), Tootsie (1982), Deževni človek (1988) in Wag the Dog (1997).
Prejel je  dva oskarja, leta 1980 za najboljšo moško vlogo v filmu Kramer proti Kramerju in leta 1989 za najboljšega igralca v filmu Deževni človek.

## Najpomembnejši filmi
- 1967 Diplomiranec (The Graduate)
- 1969 (Midnight Cowboy)
- 1970 (Little Big Man)
- 1973 (Papillon)
- 1974 (Lenny)
- 1976 Vsi predsednikovi možje (All the President's Men)
- 1976 (Marathon Man)
- 1979 Kramer proti Kramerju (Kramer vs. Kramer)
- 1982 Tootsie (Tootsie)
- 1988 Deževni človek (Rain Man)
- 1991 (Hook)
- 1995 Izbruh (Outbreak)
- 1996 (American Buffalo)
- 1997 Pasji dnevi  (Wag the Dog)